# Elba Rosquellas
Elba Rosquellas fue una primera actriz argentina de cine y teatro.

## Carrera
En cine tuvo participaciones en roles secundarios en las películas Destino para dos (1968) con el exboxeador Horacio Accavallo y las actrices Simonette y Nelly Beltrán; y La vida continúa en 1969 protagonizada por Sandro, . En cine fue dirigida por Alberto Du Bois y Emilio Vieyra.
En teatro integró en 1947 la Compañía Nacional de Comedia Carmen Valdés - Nicolás Fregues, con quienes estrenó la obra La gata, junto a Lucía Dufour y el primer actor Rodolfo Onetto.

## Filmografía
- 1969: La vida continúa.
- 1968: Destino para dos.

## Teatro[2]
- 1977: ¡Viva la pepa!, con Dorita Acosta, Maria Alexandra, Luis Aranda, Aldo Bigatti, Carlos Fioriti, Víctor Laplace, Patricia Mautone, Pedro Otegui, Bernardo Perrone y Blanquita Silván.
- 1962: La casta Susana.
- 1961: Mi bella dama.
- 1954: Los muchachos de antes no usaban gomina, con Osvaldo Capiaghi, Totón Podestá, Arturo Bamio, Fina Suárez, Gloria Ugarte y Elena Zucotti.
- 1954: Los tres berretines.
- 1949: Siendo amor es primavera, con Juan Alberti, Fernando Chicharro, Felipe Dudan, Luis Gago, Maruja Gil Quesada, Margarita Luro y Jorge Sember.
- 1947: La gata.
- 1937: Cabaret
- 1933: Buenos Aires de ayer con Eloy Álvarez, Francisco Álvarez, Francisco Barletta, Héctor Bonatti, Ada Carriego, Rosa Catá, Delia Codebó, Domingo Conte, Blanca del Prado, Amanda Falcón, Serafina Fernández, César Fiaschi, y gran elenco.